# Duitse militaire begraafplaats in Gemünd
De Duitse militaire begraafplaats in Gemünd is een militaire begraafplaats in de gemeente Schleiden in de Duitse deelstaat Noordrijn-Westfalen. Op de begraafplaats liggen omgekomen Duitse militairen en burgers uit de Tweede Wereldoorlog.

## Begraafplaats
Op de begraafplaats rusten 783 Duitsers, waarvan 123 ongeïdentificeerden. De meeste slachtoffers kwamen in de winter van 1944/1945 om het leven. Het gebied rond Gemünd was toen het toneel van hevige gevechten.